# Royal Academy of Arts

La Royal Academy of Arts o Acadèmia reial d'Arts és una institució artística amb seu a Piccadilly, Londres.

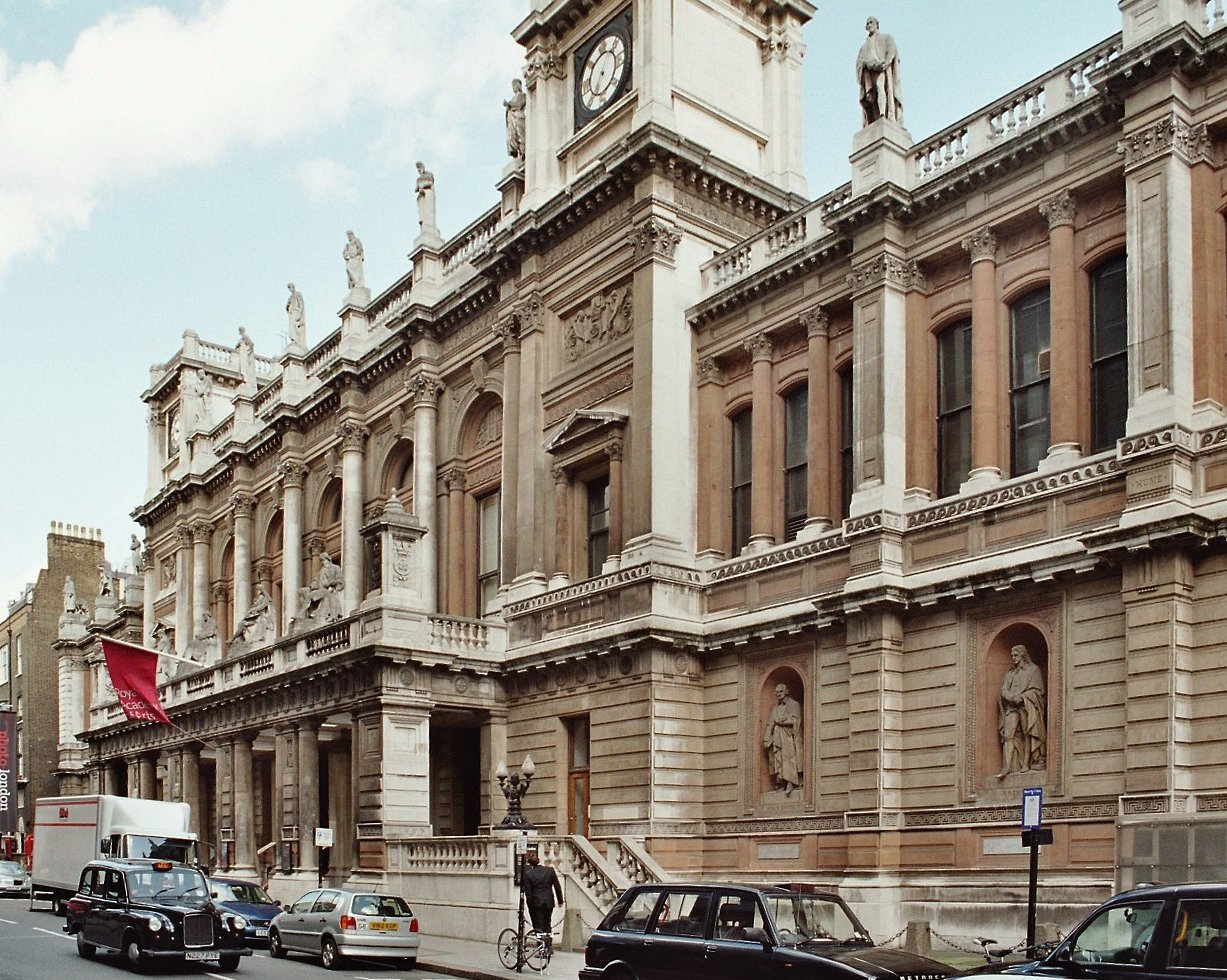
Royal Academy al casal Burlington House, Londres

La Reial Acadèmia va sorgir des d'una disputa en la Societat d'Artistes, pel lideratge, entre dos arquitectes, Sir William Chambers i James Paine. Paine va guanyar, però Chambers va jurar venjança i va usar les seves connexions amb el rei per crear una nova institució artística, la Reial Acadèmia, el 1768. Els quaranta fundadors van ser admesos el 10 de desembre de 1768. Sir Joshua Reynolds va ser el primer president, i Benjamin West el segon.
La Reial Acadèmia no rep suport financer de l'estat ni de la Corona. Obté ingressos de les seves exposicions i de donacions. L'Acadèmia dirigeix una escola d'art per a postgraduats, amb seu a Burlington House. Els alumnes acostumen a fer dues exposicions a l'any.
El nombre d'acadèmics està limitat a vuitanta. Es cerca l'equilibri entre les diferents disciplines, i d'aquesta manera, s'acostuma a exigir que n'hi hagi, per exemple, almenys catorze escultors i dotze arquitectes. A més a més dels membres de l'acadèmia (R.A.), existeixen associats (A.R.A.), però no és requisit previ per ésser acadèmic.
El 2018, el 250è aniversari de l'Acadèmia, es van donar a conèixer els resultats d'una gran reforma. El projecte va començar l'1 de gener de 2008 amb el nomenament de David Chipperfield. El suport de Heritage Lottery Fund es va assegurar el 2012. El 19 d'octubre de 2016 la seu de Burlington Gardens es va tancar al públic i es van començar les renovacions, que van incloure la restauració de 150 finestres de guillotina, millores de vidre a 52 finestres i la instal·lació de dues grans llums del terrat. El "New RA" es va obrir al públic el 19 de maig de 2018. La inversió de 56 milions de lliures inclou noves galeries, una sala de conferències, un espai públic de projectes per a estudiants i un pont que uneix les seus de Burlington House i Burlington Gardens. Com a part del procés, es van digitalitzar 10.000 obres de la col·lecció de la RA i es van posar a disposició en línia.